# Lahtis direktbana
Lahtis direktbana är en del av det finländska järnvägsnätet och går från Kervo till Lahtis, till stor del parallellt med motorvägen Riksväg 4/E75. Bansträckningen öppnades den 3 september 2006. Pendolinotåg når 220 km/h på banan. Det är den högsta hastighet som man kör i normal drift i Norden. Banans kurvradier är dock valda för att klara en hastighet på 300 km/h i framtiden.
På banan går långväga motorvagnståg av typen Pendolino i 220 km/h. Dessa går Helsingfors-Imatra-Joensuu och Helsingfors-Kajana-Uleåborg, samt regionaltåg av typen Sm4 inom ramen för Helsingfors närtåg. Innan februari 2022 gick även internationella snabbtåg Helsingfors-Sankt Petersburg under varumärket Allegro, men dessa korsar inte längre gränsen som sanktionsåtgärd.

## Stationer

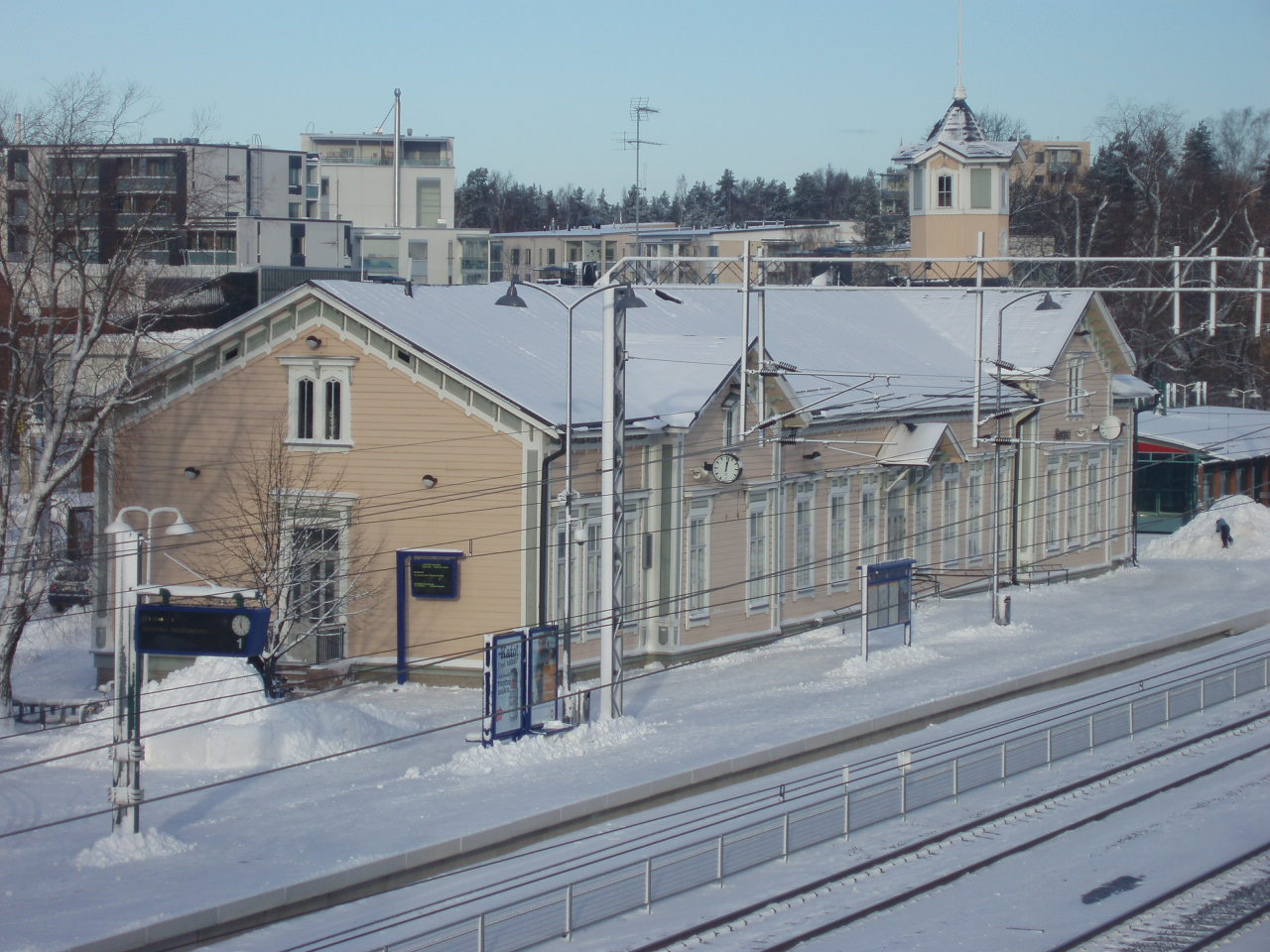
Kervo
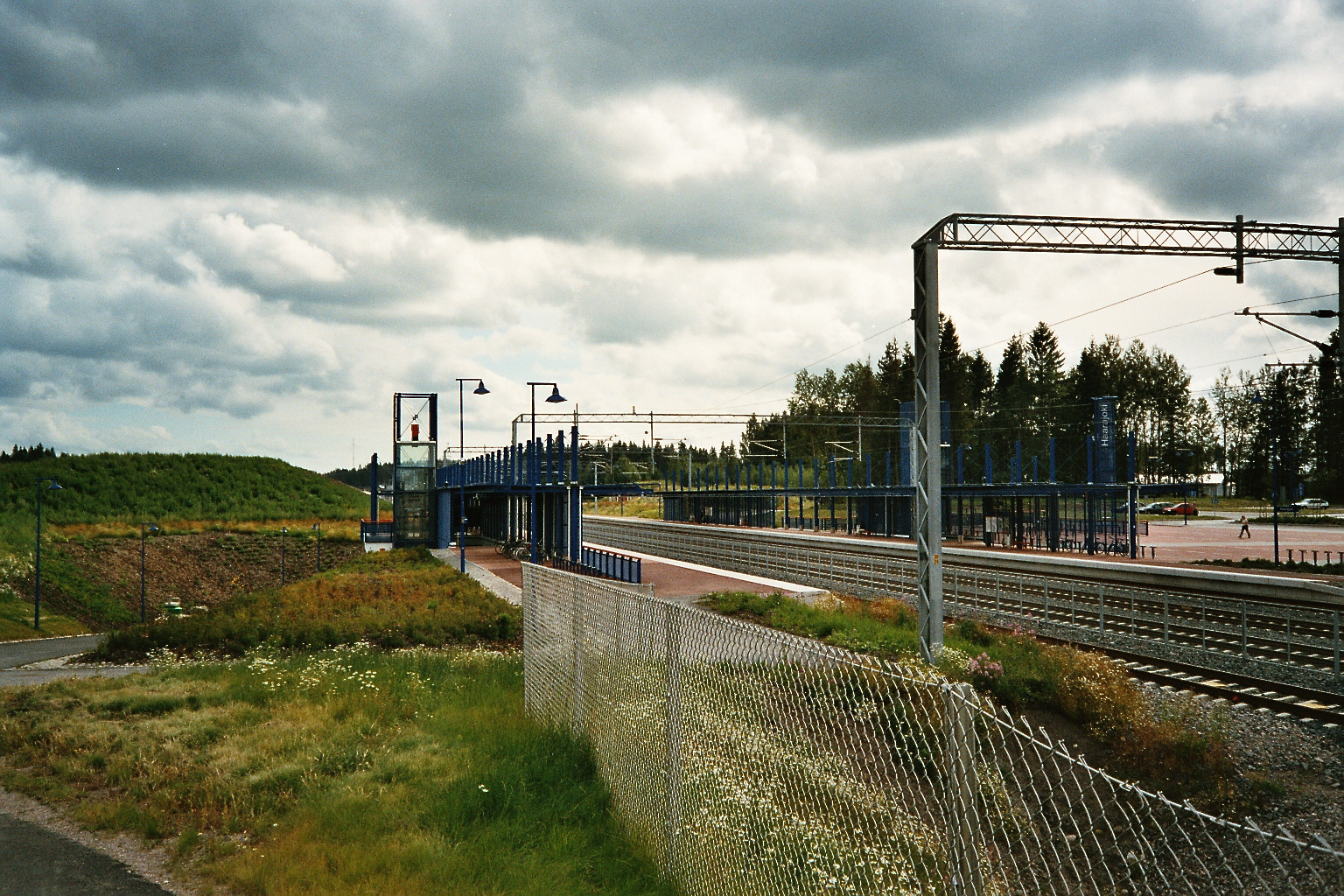
Haarajoki
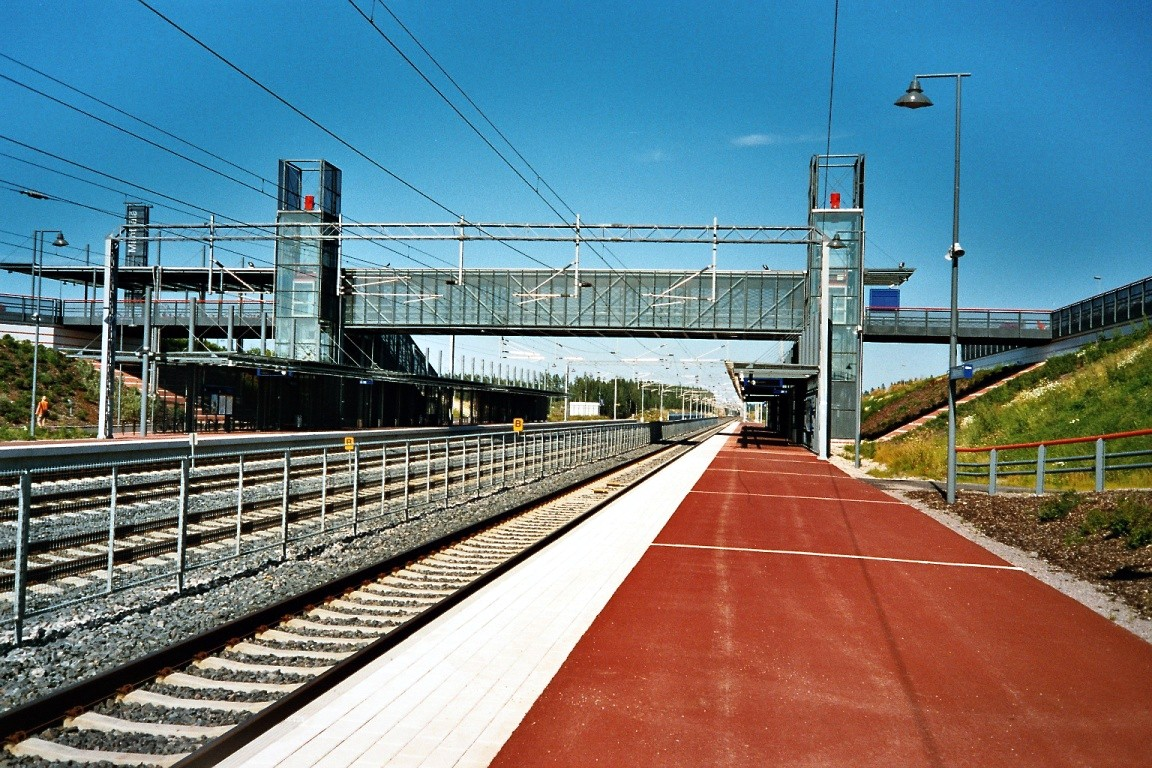
Mänstälä
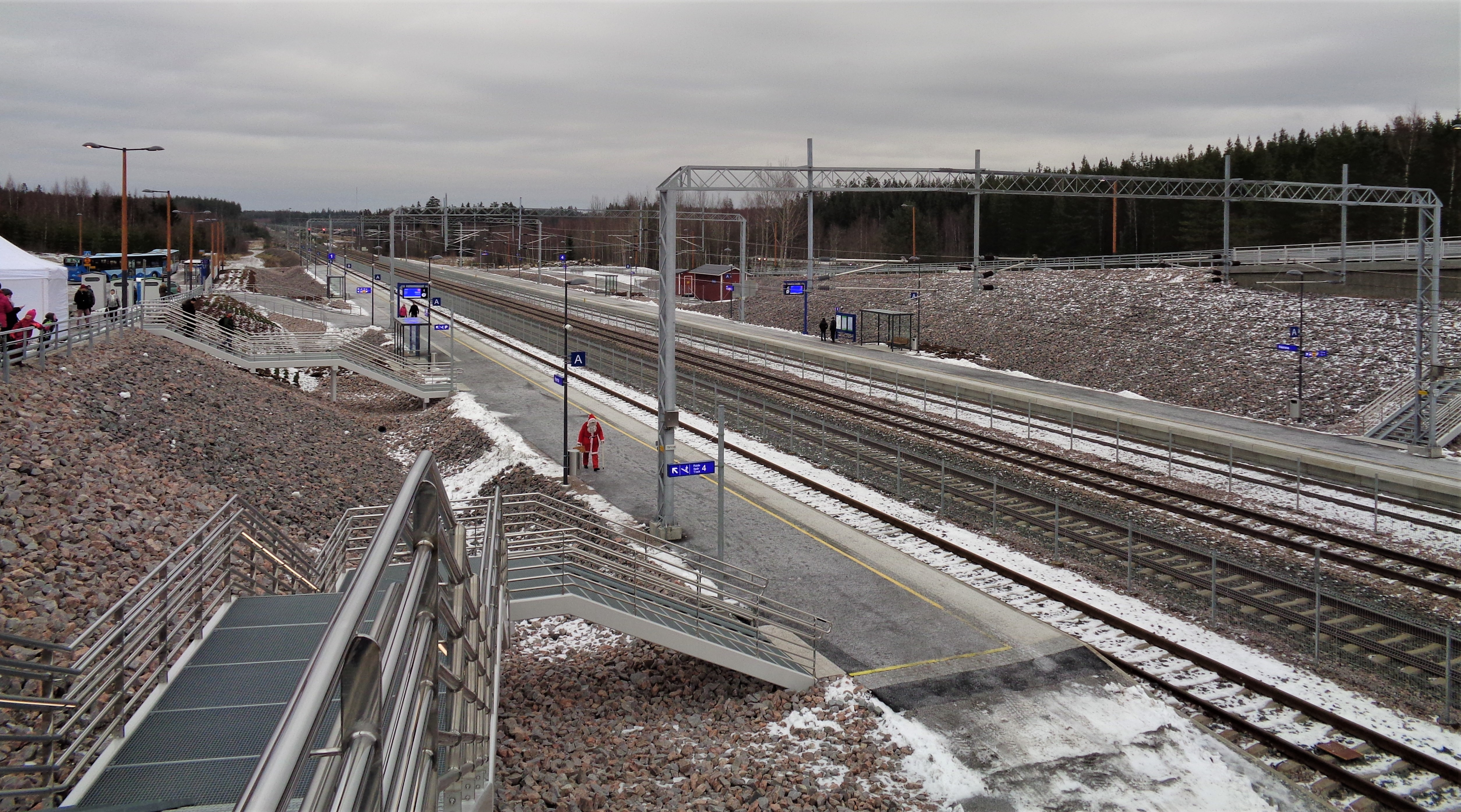
Henna
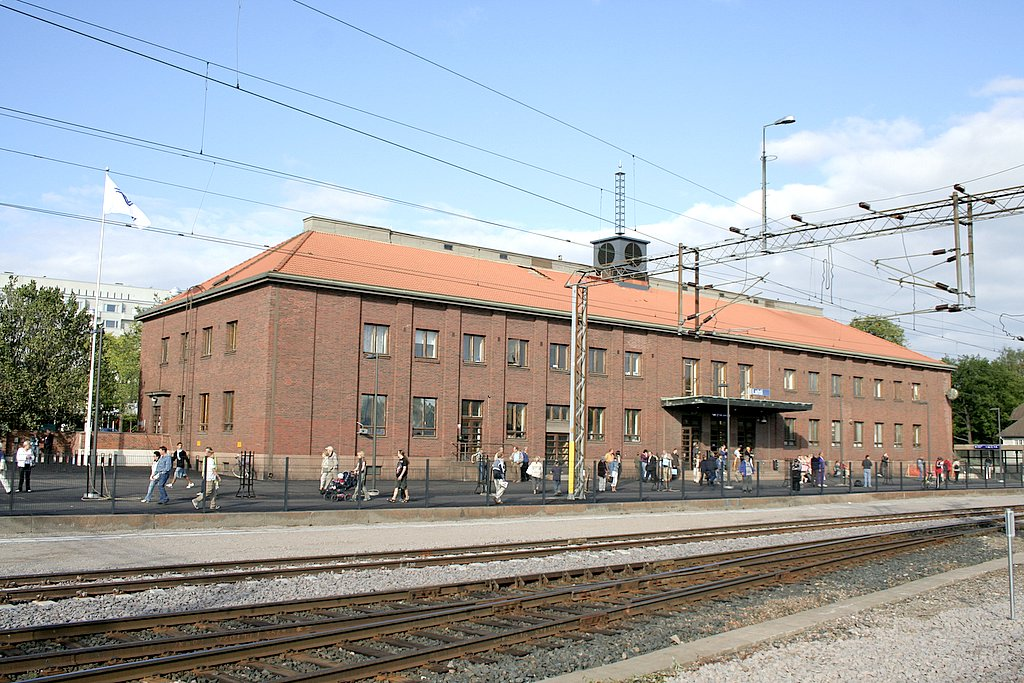
Lahti